# Éditions Ovale
Les Éditions Ovale est une maison d'édition québécoise pour la jeunesse fondée en 1980 à Sillery par Suzanne Piette et Jean-Pierre Langlois, ce dernier ayant participé précédemment au succès de Québec Science. Ovale demeure en activité jusqu'en 1988,,,. 

## Livres pour enfants
Les Éditions Ovale débute avec le lancement de la collection « Légendes du Québec », destinée au jeunes de 6 à 10 ans. Celle-ci se poursuit jusqu'en 1988. 
De 1981 à 1988 Ovale publie la collection « Bébé livres », destinée aux 0 à 4 ans à raison de quatre titres par année (à l'exception de 1986 et 1987). Les livres sont de petite taille (16 cm), cartonnés et plastifiés. La série de 1983 vaut à son auteur, Philippe Béha, le prix du meilleur illustrateur pour la jeunesse du Conseil des Arts du Canada. En 1984 c'est au tour de Marie-Louise Gay, de recevoir ce prix. En 1997, les éditions Les 400 Coups reprennent trois titres de la collection.   
En 1983 et 1984 l'éditeur publie la collection « Imagimots » de deux titres, constitués de pages cartonnées, plastifiées, coupées horizontalement en deux et reliées par une spirale. Les pages du premier titre, Musimaux, contiennent des animaux se combinant les uns aux autres pour permettre à l'enfant de créer des animaux imaginaires. Le second, Voyaginaires, contient des véhicules qui permettent la création de moyens de transports imaginaires.      
Ovale publie en 1984 et 1985 la collection « Plimage » composée de livres se pliant en accordéon qui présentent au recto une scène de quatre-vingts centimètre de largeur et, au verso, un imagier reprenant des objets du recto. Le concept du livre accordéon est repris plusieurs années plus tard par La Courte Échelle,.      
En 1987, l'éditeur publie la collection « Quand on joue » qui comprend quatre albums de 20 pages grand format par Ginette Anfousse. La collection est également éditée par Les Éditions CEC.      

## Bandes dessinées
Ovale produit également des albums de bandes dessinées pour la jeunesse,. 
Au 4e trimestre 1982, elle publie Les aventures de Célestin: Le Mangeur d’Étoiles un album de Serge Gaboury, dessinateur connu des magazines Croc et Les Débrouillards. Ovale démarre ensuite trois collections, mais qui cessent chacune après deux publications. La première, Octave, dont les textes sont d'Yvon Brochu et les dessins de Patrice Dubray est composée des titres Dolce Vita et En voiture, tous deux de 1983.
Viennent ensuite deux albums des aventures de Ray Gliss sur des scénarios de François Benoit et dessins de Rémy Simard: Fraude Électrique  (1984) et le Cloître de New York  (1986).
La dernière série, Humphrey Beauregard  est dessinée par Yves Perron, avec couleur de Jean-Jacques Chagnaud sur des textes de Normand Viau. Ses titres sont: Eliess Nut L’Incorrigible. (1984) et Saltracaz (1986). Un troisième album, La Saga des Beauregard paraîtra aux éditions Les 400 coups en 1994.

### Livres pour enfants[13]
Collection « Légendes du Québec » 6 à 10 ans, Format 31 cm
- Madeleine Chénard (adaptation) et France Lebon (illustration), La chasse-galerie, Ovale, 4e trim. 1980, 29 p. (ISBN 2-89186-003-9 et 978-2-89186-003-1, OCLC 15919474, lire en ligne)
- Robert Piette (adaptation) et Gaëtan Laroche (illustration), Le cheval du nord, Ovale, 3e trim.1980 (ISBN 2-89186-000-4 et 978-2-89186-000-0, OCLC 9477085, lire en ligne)
- Suzanne Piette (adaptation) et Josée Dombrowski (illustration), Le Noël de Savarin, Ovale, 4e trim. 1980, 29 p. (ISBN 2-89186-002-0 et 978-2-89186-002-4, OCLC 10792845, lire en ligne)
- Robert Piette (adaptation) et Josée Dombrowski (illustration), La grange aux lutins, Ovale, 3e trim. 1980, 29 p. (ISBN 2-89186-001-2 et 978-2-89186-001-7, OCLC 456403891, lire en ligne)
- Suzanne Piette (adaptation) et France Lebon (illustration), Le chien d'or, Ovale, 2e trim.1981, 29 p. (ISBN 2-89186-005-5 et 978-2-89186-005-5, OCLC 270599000, lire en ligne)
- Johanne Buissieres (adaptation) et Josée Dombrowski (illustration), Les feux follets, Sillery, Ovale, 2e trim.1981, 29 p. (ISBN 2-89186-007-1 et 978-2-89186-007-9, OCLC 15881958, lire en ligne)
- Robert Piette (adaptation) et Sylvie Talbot (illustration), La sirène de Percé, Ovale, [1981?], 29 p. (ISBN 2-89186-004-7 et 978-2-89186-004-8, OCLC 15917025, lire en ligne)
- Robert Piette (adaptation) et Yvon Bouchard (illustraton), Jos Montferrand, le géant de l'Outaouais, Ovale, 4e trim. 1981, 29 p. (ISBN 2-89186-006-3 et 978-2-89186-006-2, OCLC 15900363, lire en ligne)
- Buteau Cécile (adaptation) et Josée Dombrowski (illustration), Le Bonhomme 7 Heures, Ovale, 4e trim. 1982, 29 p. (ISBN 2-89186-012-8 et 978-2-89186-012-3, OCLC 15946520, lire en ligne)
- Danielle Marcotte (adaptation) et Philippe Béha (illustration), Par la bave de mon crapaud, Ovale, 4e trim. 1984, 23 p. (ISBN 2-89186-049-7 et 978-2-89186-049-9, OCLC 16065326, lire en ligne)
- Robert Soulières (adaptation) et Stéphane Jorisch (illustration), Le baiser maléfique, Ovale, 1985, 28 p. (ISBN 2891860616, OCLC 1256262198, lire en ligne)
- Cécile Gagnon (adaptation) et Anne Villeneuve (illustration), Le passager mystérieux, Ovale, 1988, 25 p. (ISBN 2-89186-062-4 et 978-2-89186-062-8, OCLC 20259182, lire en ligne)

Collection « Bébé-livre » 0 à 4 ans, cartonné, plastifié, lavable 16 cm, 16 p.
- Première série, 2e trim 1981, par Sylvie Talbot
  - Printemps (ISBN 2-89186-008-X et 978-2-89186-008-6, OCLC 11334140, lire en ligne)
  - Été (ISBN 2-89186-009-8 et 978-2-89186-009-3, OCLC 15961933, lire en ligne)
  - Automne (ISBN 2-89186-010-1 et 978-2-89186-010-9, OCLC 11330883, lire en ligne)
  - Hiver (ISBN 2-89186-011-X et 978-2-89186-011-6, OCLC 11330827, lire en ligne)
- Série « Je deviens grand », 4e trim. 1982,  textes de Sylvie Assathiany et Louise Pelletier, illustration de Philippe Béha
  - J'aime Claire (ISBN 2-89186-020-9 et 978-2-89186-020-8, OCLC 15961949, lire en ligne)
  - Mes cheveux (ISBN 2-89186-022-5 et 978-2-89186-022-2, OCLC 15961945, lire en ligne)
  - Pipi dans le pot (ISBN 2-89186-021-7 et 978-2-89186-021-5, OCLC 15961940, lire en ligne)
  - Dors petit ours (ISBN 2-89186-023-3 et 978-2-89186-023-9, OCLC 15961937, lire en ligne)
- série « Petit ours », 2e trim.1983,  texte de Sylvie Assathiany et Louise Pelletier, illustration de Philippe Béha; prix du Conseil des Arts du Canada, 1983 à Philippe Béha[6]
  - Grand-maman (ISBN 2-89186-029-2 et 978-2-89186-029-1, OCLC 15978556, lire en ligne)
  - Mon bébé-sœur (ISBN 2-89186-032-2 et 978-2-89186-032-1, OCLC 15978333, lire en ligne)
  - Où est ma tétine? (ISBN 2-89186-031-4 et 978-2-89186-031-4, OCLC 15977527, lire en ligne)
  - Quand ça va mal (ISBN 2-89186-030-6 et 978-2-89186-030-7, OCLC 745952184, lire en ligne)
- Série « Drôle d'école », 1984   textes et illustrations de Marie-Louise Gay; prix du Conseil des Arts du Canada, 1984[6]
  - Rond comme ton visage (ISBN 2-89186-043-8 et 978-2-89186-043-7, OCLC 18661906, lire en ligne)
  - Un leopard dans mon placard (ISBN 2-89186-046-2 et 978-2-89186-046-8, OCLC 18138355, lire en ligne)
  - Petit et grand (ISBN 2-89186-045-4 et 978-2-89186-045-1, OCLC 18661885, lire en ligne)
  - Blanc comme neige (ISBN 2-89186-044-6 et 978-2-89186-044-4, OCLC 18661934, lire en ligne)
- Série de 1985 par Philippe Béha
  - Combien? (ISBN 2-89186-056-X et 978-2-89186-056-7, OCLC 49125668, lire en ligne)
  - C'est à qui? (ISBN 2-89186-057-8 et 978-2-89186-057-4, OCLC 49125559, lire en ligne)
  - Où dors-tu? (ISBN 2-89186-054-3 et 978-2-89186-054-3, OCLC 49087826, lire en ligne)
  - Je m'habille (ISBN 2-89186-055-1 et 978-2-89186-055-0, OCLC 49087855, lire en ligne)
- Dernière série, 1988 textes de Francine Cloutier, illustrations de Sylvie Bourbonnière
  - Le chameau (ISBN 2-89186-082-9 et 978-2-89186-082-6, OCLC 23219453, lire en ligne)
  - La girafe (ISBN 2-89186-080-2 et 978-2-89186-080-2, OCLC 23219349, lire en ligne)
  - L'éléphant (ISBN 2-89186-079-9 et 978-2-89186-079-6, OCLC 23219203, lire en ligne)
  - Le kangourou (ISBN 2-89186-081-0 et 978-2-89186-081-9, OCLC 23219385, lire en ligne)

Collection « Imagimots »   pages cartonnées, plastifiées, coupées en 2 et reliées par une spirale; 2 × 7 p.; format 19 cm
- Philippe Béha, Musimaux, Ovale, 4e trim. 1983, 7 p. découpées en 2 bandes se combinant (ISBN 2-89186-028-4 et 978-2-89186-028-4, OCLC 15954185, lire en ligne)
- Daniel Sylvestre, Voyaginaires, Ovale, 4e trim. 1984, 7 p. (ISBN 2-89186-037-3 et 978-2-89186-037-6, OCLC 16065708, lire en ligne)

Collection « Plimage », livres-accordéons cartonnés, plastifiés, fermés en boîtier;  format 15 × 85 cm, plié en 15 × 11 cm
- Stéphane Anastasiu, Chez moi, Ovale, 4e trim. 1984 (ISBN 2-89186-039-X et 978-2-89186-039-0, OCLC 16065332, lire en ligne)
- Marie-Josée. Côté, Ma rue, Ovale, 4e trim. 1984 (ISBN 2-89186-036-5 et 978-2-89186-036-9, OCLC 16065333, lire en ligne)
- Mireille Levert, Le train, Ovale, 4e trim. 1984 (ISBN 2-89186-038-1 et 978-2-89186-038-3, OCLC 745928783, lire en ligne)
- Stéphane Anastasiu, La basse-cour, Ovale, 4e trim. 1985 (ISBN 2-89186-053-5 et 978-2-89186-053-6, OCLC 16044199, lire en ligne)
- Philippe Béha, La mer, Sillery, Ovale, 1985 (ISBN 2-89186-050-0 et 978-2-89186-050-5, OCLC 16032437, lire en ligne)
- Marie-Louise Gay, Le potager, Ovale, 1985 (ISBN 2-89186-051-9 et 978-2-89186-051-2, OCLC 16044047, lire en ligne)

Collection « Enfantaisie » 3 à 10 ans; format 16 × 22 cm
- Cécile Buteau (texte) et Gaëtan Laroche (illustration), Où sont les ballons?, Ovale, 4e trim.1981, 24 p. (ISBN 2-89186-016-0 et 978-2-89186-016-1, OCLC 15881962, lire en ligne)
- Marie-Andrée Laberge (texte) et Sylvie Talbot (illustration), Le géant bleu, Ovale, 4e trim. 1981, 26 p.

Hors collection
- Étienne Bours (texte) et Cécile Bertrand (illustration), L'école buissonnière, Sillery, Ovale, 3e trim.1981, 32 p. (ISBN 2-89186-014-4 et 978-2-89186-014-7, OCLC 15912999, lire en ligne)
- Madeleine Gaudreault-Labrecque (texte) et Richard Parent (illustration), Le merle Odieux, Ovale, 1983, 25 p. (ISBN 2-89186-027-6 et 978-2-89186-027-7, OCLC 15981328, lire en ligne)
- Marianne Kugler (texte) et Suzanne Duranceau (illustration), Jean d'Ailleurs, Ovale, 1983, 25 p. (ISBN 2-89186-026-8 et 978-2-89186-026-0, OCLC 15981322, lire en ligne)

Collection « Quand on joue... », 1987 par Ginette Anfousse  format 29 cm, 20 p. Il en existe également une édition par Les Éditions CEC
- La mitaine perdue (lire en ligne)
- Du gâteau, j'en veux! (OCLC 41773559)
- La tour de Cap-Chat (OCLC 70395200) Il existe également une version audio, narratrice: Pauline Martin
- Dans un château

### Bandes dessinées[9],[10]
Collection « Les Aventures de Célestin » 7 à 14 ans, format 31 cm
- Serge Gaboury, Le Mangeur d'étoiles, 4e trim. 1982, 32 p. (ISBN 2-89186-015-2 et 978-2-89186-015-4, OCLC 49113772, lire en ligne)

Collection « Les aventures de Ray Gliss » scénario François Benoit, dessin Rémy Simard; format 31 cm
- Fraude électrique, 3e trim. 1986, 48 p. (ISBN 2-89186-068-3 et 978-2-89186-068-0, OCLC 16174958, lire en ligne)
- Le cloître de New York, 3e trim. 1986, 48 p. (ISBN 2-89186-068-3 et 978-2-89186-068-0, OCLC 16174958, lire en ligne)

Collection « Humphrey Beauregard » scénario Normand Viau, dessin Yves Perron, couleur Chagnaud; format 31 cm
- Saltracaz, 4e trim. 1986, 48 p. (ISBN 2-89186-048-9 et 978-2-89186-048-2, OCLC 16175754, lire en ligne)
- Eliess Nut l'incorrigible, 4e trim. 1984, 46 p. (ISBN 2-89186-042-X et 978-2-89186-042-0, OCLC 16065963, lire en ligne)

Collection « Octave » scénario Yvon Brochu, dessins Patrice Dubray; format 31 cm
- Dolce vita, 3e trim. 1983, 32 p. (ISBN 2-89186-025-X et 978-2-89186-025-3, OCLC 15976439, lire en ligne)
- En voiture!, 4e trim. 1983, 42 p. (ISBN 2-89186-034-9 et 978-2-89186-034-5, OCLC 15981208, lire en ligne)